# Martin Wimmer
Martin Wimmer (Monaco di Baviera, 11 ottobre 1957) è un pilota motociclistico tedesco ritiratosi dall'attività agonistica.

## Carriera
Inizia la sua carriera in ambito nazionale vincendo 4 titoli nazionali nel campionato tedesco di velocità tra il 1981 e il 1985.
Le sue partecipazioni nelle competizioni del motomondiale si sono protratte nell'arco di 12 anni, dal 1980 al 1991, equamente divisa tra le partecipazioni alle gare della classe 250 e a quelle della 350 fino a quando quest'ultima non è stata abolita dalle competizioni iridate alla fine del motomondiale 1982.
Per molti anni è stato fedele alle motociclette della Yamaha e, proprio per questa casa motociclistica ha anche gareggiato e vinto nella 8 Ore di Suzuka del 1987.
Nella sua carriera ha vinto 3 gran premi e, come miglior risultato finale in classifica vi è il quarto posto nei Motomondiale 1982 e 1985 in classe 250.
Lasciato il motomondiale al termine della stagione 1991, nel 1992 è iscritto come wildcard alla prova tedesca del campionato mondiale Superbike sul circuito di Hockenheim con una Kawasaki ZXR750, ma non riesce ad ottenere un tempo utile per qualificarsi alle gare domenicali. Ritenta nel mondiale Superbike del 1994, prendendo parte nuovamente come wildcard alla gara in Germania, questa volta riesce a qualificarsi ma non ottiene punti per la classifica mondiale.
Nel 2009 è stato diffuso il comunicato che Wimmer, in società con un altro pilota tedesco di fama, Ralf Waldmann, ha acquistato dal gruppo malese che ne era proprietario il marchio storico di motociclette della Germania Orientale MZ. Dopo l'acquisizione è iniziato anche un programma per partecipare alla nuova classe Moto2 con un team il cui pilota principale è Anthony West.

## Risultati in gara

### Motomondiale

#### Classe 250
| 1980 | Classe | Moto   |   |   |   |   |   |   |   |   |   |   |  |  |  |  |  | Punti | Pos. |
| ---- | ------ | ------ | - | - | - | - | - | - | - | - | - | - |  |  |  |  |  | ----- | ---- |
| 1980 | 250    | Yamaha | - | - | - | - | - | - | - | - | - | 9 |  |  |  |  |  | 2     | 30º  |

| 1981 | Classe | Moto   |   |    |    |   |    |   |    |   |     |    |   |    |   |   |  | Punti | Pos. |
| ---- | ------ | ------ | - | -- | -- | - | -- | - | -- | - | --- | -- | - | -- | - | - |  | ----- | ---- |
| 1981 | 250    | Yamaha | 6 | NE | 17 | 4 | 16 | 8 | NE | 8 | Rit | 14 | 5 | 10 | 7 | 8 |  | 33    | 8º   |

| 1982 | Classe | Moto   |    |    |   |    |     |   |   |     |   |   |     |   |   |     |  | Punti | Pos. |
| ---- | ------ | ------ | -- | -- | - | -- | --- | - | - | --- | - | - | --- | - | - | --- |  | ----- | ---- |
| 1982 | 250    | Yamaha | NE | NE | 9 | NP | Rit | 7 | 7 | Rit | 1 | 6 | Rit | 3 | 4 | Rit |  | 48    | 4º   |

| 1983 | Classe | Moto   |   |     |   |     |   |   |     |   |   |   |    |    |  |  |  | Punti | Pos. |
| ---- | ------ | ------ | - | --- | - | --- | - | - | --- | - | - | - | -- | -- |  |  |  | ----- | ---- |
| 1983 | 250    | Yamaha | 8 | Rit | 4 | Rit | 3 | 5 | Rit | 5 | 6 | 5 | 10 | NE |  |  |  | 45    | 6º   |

| 1984 | Classe | Moto   |    |   |    |   |   |   |   |    |    |   |     |   |  |  |  | Punti | Pos. |
| ---- | ------ | ------ | -- | - | -- | - | - | - | - | -- | -- | - | --- | - |  |  |  | ----- | ---- |
| 1984 | 250    | Yamaha | 12 | 2 | 13 | 7 | 2 | 9 | 8 | 23 | 16 | 5 | Rit | 4 |  |  |  | 47    | 7º   |

| 1985 | Classe | Moto   |   |   |   |     |   |   |   |   |    |  |  |  |  |  |  | Punti | Pos. |
| ---- | ------ | ------ | - | - | - | --- | - | - | - | - | -- |  |  |  |  |  |  | ----- | ---- |
| 1985 | 250    | Yamaha | 5 | 2 | 1 | Rit | 4 | 4 | 2 | 4 | NP |  |  |  |  |  |  | 69    | 4º   |

| 1986 | Classe | Moto   |   |   |   |   |   |   |    |   |   |    |   |    |  |  |  | Punti | Pos. |
| ---- | ------ | ------ | - | - | - | - | - | - | -- | - | - | -- | - | -- |  |  |  | ----- | ---- |
| 1986 | 250    | Yamaha | 4 | 4 | 3 | 2 | - | 5 | 17 | 6 | 9 | 12 | 6 | NE |  |  |  | 56    | 6º   |

| 1987 | Classe | Moto   |   |   |    |  |    |   |   |    |   |   |   |   |   |   |   | Punti | Pos. |
| ---- | ------ | ------ | - | - | -- |  | -- | - | - | -- | - | - | - | - | - | - | - | ----- | ---- |
| 1987 | 250    | Yamaha | 5 | 1 | NP |  | 10 | 5 | 5 | 10 | 3 | - | - | 5 | 3 | - | - | 61    | 8º   |

| 1988 | Classe | Moto   |  |    |   |     |     |   |    |   |     |  |    |    |    |    |     | Punti | Pos. |
| ---- | ------ | ------ |  | -- | - | --- | --- | - | -- | - | --- |  | -- | -- | -- | -- | --- | ----- | ---- |
| 1988 | 250    | Yamaha |  | 17 | 9 | Rit | Rit | 6 | 12 | 9 | Rit |  | 11 | 15 | 10 | 18 | Rit | 40    | 14º  |

| 1989 | Classe | Moto    |    |    |     |   |   |     |   |   |   |   |    |    |   |    |    | Punti | Pos. |
| ---- | ------ | ------- | -- | -- | --- | - | - | --- | - | - | - | - | -- | -- | - | -- | -- | ----- | ---- |
| 1989 | 250    | Aprilia | 21 | 13 | Rit | 8 | 9 | Rit | 3 | - | 5 | - | 12 | 11 | 8 | NP | 15 | 62    | 10º  |

| 1990 | Classe | Moto    |  |    |   |   |   |   |   |   |     |   |   |   |   |   |     | Punti | Pos. |
| ---- | ------ | ------- |  | -- | - | - | - | - | - | - | --- | - | - | - | - | - | --- | ----- | ---- |
| 1990 | 250    | Aprilia |  | 10 | 5 | 6 | 9 | 2 | 3 | 8 | Rit | 6 | 9 | 7 | 6 | 8 | Rit | 118   | 6º   |

| 1991 | Classe | Moto   |    |     |   |   |    |   |    |   |   |    |   |   |   |     |   | Punti | Pos. |
| ---- | ------ | ------ | -- | --- | - | - | -- | - | -- | - | - | -- | - | - | - | --- | - | ----- | ---- |
| 1991 | 250    | Suzuki | 14 | Rit | 7 | 8 | 19 | 9 | 13 | 9 | 7 | 10 | 6 | 9 | 6 | Rit | 5 | 89    | 9º   |

| Legenda | 1º posto        | 2º posto            | 3º posto            | A punti      | Senza punti        | Grassetto – Pole position Corsivo – Giro più veloce |
| Legenda | Gara non valida | Non qual./Non part. | Ritirato/Non class. | Squalificato | '-' Dato non disp. | Grassetto – Pole position Corsivo – Giro più veloce |

#### Classe 350
| 1981 | Classe | Moto   |     |    |    |    |    |    |    |   |    |    |   |    |    |   | Punti | Pos. |
| ---- | ------ | ------ | --- | -- | -- | -- | -- | -- | -- | - | -- | -- | - | -- | -- | - | ----- | ---- |
| 1981 | 350    | Yamaha | Rit | 13 | 19 | 11 | NE | NE | 10 | 9 | NE | NE | 6 | NE | NE | 8 | 11    | 12º  |

| 1982 | Classe | Moto   |     |   |   |    |   |   |    |    |     |    |   |    |    |   | Punti | Pos. |
| ---- | ------ | ------ | --- | - | - | -- | - | - | -- | -- | --- | -- | - | -- | -- | - | ----- | ---- |
| 1982 | 350    | Yamaha | Rit | - | 5 | NE | 5 | - | NE | NE | Rit | NE | - | 13 | NE | - | 12    | 16º  |

| Legenda | 1º posto        | 2º posto            | 3º posto            | A punti      | Senza punti        | Grassetto – Pole position Corsivo – Giro più veloce |
| Legenda | Gara non valida | Non qual./Non part. | Ritirato/Non class. | Squalificato | '-' Dato non disp. | Grassetto – Pole position Corsivo – Giro più veloce |

### Campionato mondiale Superbike
| 1992 | Moto     |  |  |  |  |    |    |  |  |  |  |  |  |  |  |  |  |  |  |  |  |  |  |  |  |  |  | Punti | Pos. |
| ---- | -------- |  |  |  |  | -- | -- |  |  |  |  |  |  |  |  |  |  |  |  |  |  |  |  |  |  |  |  | ----- | ---- |
| 1992 | Kawasaki |  |  |  |  | NQ | NQ |  |  |  |  |  |  |  |  |  |  |  |  |  |  |  |  |  |  |  |  | 0     |      |

| 1994 | Moto     |  |  |    |     |  |  |  |  |  |  |  |  |  |  |  |  |  |  |  |  |  |  |  |  |  |  | Punti | Pos. |
| ---- | -------- |  |  | -- | --- |  |  |  |  |  |  |  |  |  |  |  |  |  |  |  |  |  |  |  |  |  |  | ----- | ---- |
| 1994 | Kawasaki |  |  | 20 | Rit |  |  |  |  |  |  |  |  |  |  |  |  |  |  |  |  |  |  |  |  |  |  | 0     |      |

| Legenda | 1º posto        | 2º posto            | 3º posto           | A punti      | Senza punti        | Grassetto – Pole position Corsivo – Giro più veloce |
| Legenda | Gara non valida | Non qual./Non part. | Ritirato/Non class | Squalificato | '-' Dato non disp. | Grassetto – Pole position Corsivo – Giro più veloce |